# Ariel Palacios Calderón
Ariel Palacios Calderón (Bojayá, 24 de marzo de 1966) es un político y contador público colombiano, que se desempeñó como Gobernador del Departamento de Chocó. 

## Biografía
Nacido en Puerto Conto, corregimiento del municipio de Bojayá, en marzo de 1966. Estudió y se graduó de contador público de contador público de la Universidad Cooperativa de Colombia seccional Medellín. Posteriormente se especializó en finanzas y administración pública en la Universidad Antonio Nariño y en gerencia de servicios de salud de la Universidad del Norte de Barranquilla.
En 1996 comenzó a trabajar en el sector público, en la Empresa de Salud de Bojayá y la Empresa de Salud de Riosucio, para después ser empleado por la Empresa Electrificadora de Chocó, de la cual llegó a ser gerente.
En las elecciones regionales de 2000 empezó su carrera política como candidato a la alcaldía de su pueblo natal, por el Movimiento de Integración Regional liderado por Édgar Eulises Torres Murillo; resultó electo con 1.650 votos. Como alcalde tuvo que hacer frente a la Masacre de Bojayá, perpetrada por las FARC-EP el 2 de mayo de 2002, cuando el pueblo quedó en medio del fuego cruzado durante un combate entre la guerrilla y los paramilitares de las Autodefensas Unidas de Colombia (AUC); aquel día, Palacios no se encontraba en la población. Murieron entre 74 y 119 personas, 98 quedaron heridas y hubo un desplazamiento masivo.
Tras finalizar su período como alcalde, se convirtió en gerente de la EPS Barrios Unidos, con sede en Quibdó, pero después en Barranquilla.
En 2018 fue elegido como candidato del Partido Liberal a la Gobernación de Chocó de cara a las elecciones regionales de 2019, gracias al apoyo del congresista liberal Nilton Córdoba Manyoma. Su elección como candidato resultó controvertida debido a que vivía muy lejos de Quibdó, debido a que su designación directa por parte de Córdoba provocó que otros precandidatos renunciaran al considerar que no habría una consulta interna para elegir al candidato y debido a que significó la ruptura entre las "casas políticas" de Córdoba y de Sánchez Montes Oca, estos últimos quienes postularon al exgobernador Patrocinio Sánchez Montes de Oca como candidato.
Durante la campaña, recibió el apoyo del Partido Conservador, el Partido Verde y el movimiento Colombia Justa Libres; cabe resaltar que este último apoyo lo obtuvo gracias a la membresía de su esposa en la Iglesia Pentecostal Unida de Colombia. El 27 de octubre de 2019, resultó electo con 72.594 votos, venciendo así a Sánchez, del Partido Alianza Democrática Afrocolombiana. Así, se convirtió en el primer gobernador oriundo de la región del Darién.
Ya como gobernador, en abril de 2020, en medio de la Pandemia de COVID-19, fue suspendido por la Procuraduría General de la Nación, acusado de irregularidades en un contrato que tenía como objetivo difundir información acerca de la enfermedad. Pese a que el contrato no se ejecutó ni se dispusieron fondos, la Procuraduría continuó la investigación ya que "el contrato no ayudaba a mitigar los efectos del covid y que el dinero se pudo invertir en asuntos más urgentes de salud". Como consecuencia de esto, varios sectores acusaron a esa entidad de utilizar a Palacios como "chivo expiatorio" y hacer parecer que de verdad se estaban vigilando los contratos públicos.
Como gobernador encargado ejerció Jefferson Mena Sánchez. Diez días antes del final de la sanción, esta fue levantada para que pudiera hacer frente a la escasez de camas en las Unidades de Cuidados Intensivos del departamento. El 16 de marzo de 2021, su investigación fue asumida por la Corte Suprema de Justicia.
Fue, de nuevo, destituido, y capturado, el 24 de marzo de 2022, por orden de la Fiscalía General de la Nación, al hallarse que celebró de manera directa el contrato 003 del 3 de abril de 2020 para adquirir elementos de bioseguridad en el marco de la pandemia por el Covid-19 por un valor de $220.375.148, en el cual se hallaron múltiples irregularidades, además de que no se envió a la Contraloría General el decreto con el que declaró la urgencia manifiesta ni los soportes del proceso de contratación directa. Fue acusado por los delitos de contrato sin cumplimiento de requisitos legales y prevaricato por omisión. Tras ser enviado a casa por cárcel, de la Gobernación se encargó su Secretario del Interior, William Darwin Halaby.
El 23 de febrero de 2023 el Tribunal Superior de Bogotá ordenó su libertad por vencimiento de términos, por lo cual, tras una lucha jurídica con la Gobernadora Encargada Farlin Perea Rentería, reasumió la gobernación el 28 de abril. Concluyó su mandato con normalidad el 31 de diciembre del mismo año. 